# فرودگاه بین‌المللی کاهول
فرودگاه بین‌المللی کاهول (به انگلیسی: Cahul International Airport) (به زبان بومی: Aeroportul İnternatıonal Cahul) یک فرودگاه همگانی است که یک باند فرود بتن دارد و طول باند آن ۱۷۰۳ متر است. این فرودگاه در کشور مولداوی قرار دارد و در ارتفاع ۲۰۹ متری از سطح دریا واقع شده‌است.